# Žernůvka
Žernůvka je vesnice, část obce Nelepeč-Žernůvka v okrese Brno-venkov v Jihomoravském kraji. Rozkládá se v Křižanovské vrchovině. Vsí prochází silnice II/379. Žije zde 86 obyvatel. Katastrální území Žernůvky má rozlohu 1,80 km².

## Historie
První písemná zmínka o vsi je z roku 1350. Od roku 1850 byla Žernůvka částí obce Úsuší, poté obce Nelepeč, která vznikla odtržením od Úsuší před rokem 1921. V roce 1995 byl název obce Nelepeč změněn na současný složený tvar Nelepeč-Žernůvka.

## Obyvatelstvo
| Rok            | 1869 | 1880 | 1890 | 1900 | 1910 | 1921 | 1930 | 1950 | 1961 | 1970 | 1980 | 1991 | 2001 | 2011 | 2021 |
| -------------- | ---- | ---- | ---- | ---- | ---- | ---- | ---- | ---- | ---- | ---- | ---- | ---- | ---- | ---- | ---- |
| Počet obyvatel | 64   | 76   | 57   | 73   | 72   | 58   | 58   | 112  | 119  | 130  | 129  | 126  | 97   | 84   | 86   |
| Počet domů     | 10   | 9    | 10   | 12   | 11   | 11   | 11   | 13   | —    | 11   | 11   | 13   | 16   | 15   | 17   |

Vývoj počtu obyvatel

## Pamětihodnosti
- Klášter milosrdných sester brněnských s kaplí Panny Marie Bolestné
- Krucifix